# ドカベン×大甲子園!水島オールスターズ
『ドカベン×大甲子園!水島オールスターズ』（ドカベン だいこうしえん みずしまオールスターズ）は、エンターブレインによるプロデュース、クルーズによる企画・開発・サービス提供により運営されていたソーシャルゲーム。

## 概要
2012年9月12日にフィーチャーフォン用とスマートフォン用としてMobageにて提供された。
同年8月（事前登録は7月23日開始）から提供が予定されていた『激投×激打!水島新司オールスターズ』を改名してリリース。
水島新司原作の漫画のキャラクター達が一同に集結した、オリジナル野球カードバトルゲーム。プレーヤーは、チームの“監督”となり、水島漫画に登場するキャラクターの中から、キャラクターを集め、育成して、自分だけの“オールスターチーム”を作るという内容になっていた。
サービス開始から約2か月で、登録会員数20万人を突破した。
2014年3月31日にサービス終了。

## 登場作品
以下、出典元の掲載順。
- I Love Baseball
- 朝子の野球日記
- あぶさん
- 一球さん
- 男どアホウ甲子園
- おはようKジロー
- がんばれドリンカーズ
- 球道くん
- 草野球列伝
- 極道くん
- ストッパー
- 青春の牙
- 大甲子園
- ダントツ
- ドカベン
- ドカベン プロ野球編
- ドカベン スーパースターズ編
- 虹を呼ぶ男
- 白球の詩
- 光の小次郎
- ブル
- 平成野球草子
- 吠えろ青春
- 水島新司野球傑作選 くそ暑い夏
- 野球狂の詩
- 野球狂の詩 平成編
- 新・野球狂の詩
- 野球大将ゲンちゃん

## コラボ企画
週刊少年チャンピオンで連載していた『ドカベン ドリームトーナメント編』の連載1周年を記念してコラボレーションが行われた。
- 週刊少年チャンピオン2013年18号[4]
  - カード「山田太郎・ドリームトーナメント編ユニフォームVer．」配布
  - 抽選で500名にカード「ドカベンドリームトーナメント編 新潟ドルフィンズ 岡本慶司郎」配布
- 週刊少年チャンピオン2013年19号[5]
  - カード「岩鬼正美・最新ユニフォームVer．」配布
  - 抽選で500名にカード「ドカベンドリームトーナメント編 新潟ドルフィンズ 新田小次郎」配布
- 週刊少年チャンピオン2013年20号[6]
  - カード「殿馬一人」配布

コラボの通常配布のカードはトレードして2枚集めると合体でき進化させることができ、また2013年18号～20号の通常配布のカードを全て揃えるとカード「里中智」（こちらも合体で進化できる）が入手できた。